# IBK Runsten
IBK Runsten, Innebandyklubben Runsten, bildad 1992, är en innebandyklubb i Gävle i Sverige. Klubben bedriver herr- och ungdomsverksamhet. Herrlaget spelar i Division 1 Mellersta och huvudtränare är Johan Haglund.
Klubbens profil är Mathias Bondeson som gjorde sin första säsong i klubben redan 1992. Han har gjort över 1 000 poäng i seriespel.

## Historia
IBK Runsten bildades 13 april 1992 av Mathias Bondeson och Andreas Sävström. Till en början bestod laget av nio spelare och klubbens namn härstammar från att sju av spelarna hade vuxit upp på Runstensvägen i Bomhus i Gävle.

### Herrlag
Första säsongen, 1992/1993, i Division 5 Gästrikland var ett misslyckande men därefter spelade Runsten 59 matcher i rad utan förlust och avancerade på fyra säsonger till näst högsta divisionen, Division 1 Södra Norrland. Runsten degraderades dock omgående efter att ha slutat på sista plats tabellen. Säsongen 1998/1999 vann Runsten på nytt sin serie och gick upp i Division 1 Norra. Säsongen blev ett misslyckande då Runsten slutade på sista plats, med samma poäng som IBK Luleå ovanför nedflyttningsstrecket men med sämre målskillnad.
De kommande åren spelade Runsten i Division 2 med undantag för säsongen 2004/2005 då klubben frivilligt gick ner en division på grund av för höga resekostnader. De flesta säsongerna tillhörde laget toppen av tabellen och fick säsongen 2006/2007 kvala till Division 1 där det blev förlust i avgörande playoff mot IF Vesta med totalt 8-11. Säsongen 2007/2008 tog sig Runsten på nytt till kval och vann där playoff-gruppen. Avancemanget säkrades efter ett sudden death-avgörande mot Odelberg/Gustavsbergs IBK. Nästkommande säsong var Runstens tredje sejour i innebandyns näst högsta division. Precis som tidigare försök så slutade Runsten på sista plats och degraderades till Division 2. Efter en serieomläggning som skedde 2011/2012 spelar Runsten fortfarande i innebandyns tredje högsta serie, nu kallad Division 1. Säsongen 2013/2014 spelade Runsten i Allsvenskan i innebandy för herrar. Avancemanget säkrades i och med segern borta på Kiruna AIF 16 mars 2013. Sejouren i Allsvenskan blev ettårig och Runsten spelar numera i Division 1.

### Damlag
Inför säsongen 1994/1995 beslutade Runstens styrelse att utöka verksamheten genom att starta ett damlag. Efter säsongen 2002/2003 lades damlaget ner.

### Ungdomslag
Säsongen 1997/1998 startade Runsten sitt första pojklag och har sedan dess kontinuerligt utökat verksamheten och har numera även flera flicklag. Till säsongen 2016/2017 har Runsten åtta pojklag, ett flicklag och en innebandyskola för fem- till sjuåringar.
Ungdomslag
- P00-01
- P01-02
- P02-03
- P03-04
- P05-06
- P07-08
- P08-09
- F05-06
- Innebandyskola

## Trupp
Herrlagets trupp består av följande ledare och spelare.

### Spelare
| Nr | Namn                 | Position |
| -- | -------------------- | -------- |
| 1  | Markus Leppänen      | Målvakt  |
| 3  | Anton Mellquist      | Forward  |
| 4  | Noel Wensmark        | Forward  |
| 8  | Edvin Gustafsson     | Forward  |
| 9  | Alex Schröder        | Center   |
| 10 | Leo Brodin           | Forward  |
| 11 | Alexander Haukirauma | Back     |
| 13 | Niklas Hesselryd     | Forward  |
| 14 | Elias Lindbom        | Center   |
| 15 | Philip Mellquist     | Center   |
| 22 | Jhann Aldén          | Back     |
| 23 | Erik Wilhelmsson     | Back     |
| 24 | Love Ericsson        | Forward  |
| 25 | Linus Lundin         | Back     |
| 26 | Daniel Larsson       | Forward  |
| 27 | Viktor Wallin        | Back     |
| 37 | Philip Pettersson    | Back     |
| 41 | Johan Stefansson     | Forward  |
| 47 | Linus Häggblom       | Målvakt  |
| 53 | Isac Niva            | Center   |
| 67 | Simon Larsen         | Center   |
| 71 | Robin Mattsson (C)   | Forward  |

### Ledare
| Namn             | Funktion             |
| ---------------- | -------------------- |
| Johan Stefansson | Tränare              |
| Daniel Nordström | Assisterande tränare |
| Eric Brunila     | Assisterande tränare |
| Danne Gustavsson | Målvaktstränare      |
| Sebastian Rollén | Materialförvaltare   |

## Kända spelare
Fredrik Hartwig spelade back i IBK Runsten från 1993-2007. Han spelade också tre VM för Tyskland (2002, 2004, 2006). Trots att det tyska landslaget aldrig varit bättre än åtta i VM har Hartwig presterat bra individuellt. I sitt första VM, 2002, blev han 35:a i poängligan, 2004 var han 18:e bäste poänggörare och 2006 slutade han på 41:a plats i VM:s poängliga.